# Cromozomul uman 18
Cromozomul 18 este unul dintre cele 23 de perechi de cromozomi umani, anume un autozom. Oamenii au în mod normal două copii al acestuia. Cromozomul 18 are o anvergură de aproximativ 76 milioane nucleotide în perechi (materialul de bază pentru ADN), și reprezintă aproximativ 2,5% din totalul de ADN din celule.
Identificarea genelor la fiecare cromozom este un domeniu activ al cercetării genetice. Datorită diferitelor tactice folosite de cercetători pentru a prezice numărul de gene pentru fiecare cromozom, acesta variază. Cromozomul 18, cel mai probabil, conține între 300 și 400 de gene.